# ただの友達?
『ただの友達?』（ただのともだち、原題：친구사이?、英題：Just Friends?）は、金趙光秀が監督した2009年の韓国映画。2008年の映画『少年、少年に会う』（소년, 소년을 만나다）に続く、2作目のゲイを主題にした映画である。
2009年10月10日、第14回釜山国際映画祭で初公開された。その2か月後の12月17日に大韓民国で劇場公開された。
『ただの友達?』に続いて、2010年には『愛は100℃』（사랑은 100℃）が公開された。
『ただの友達?』が公開された当初の2009年には、青少年観覧不可の判定を受けたが、2013年11月に大法院が、こうした等級分類を不当とし、青少年観覧不可の取り消しを命じる確定判決を下した。 裁判所は、映画『ただの友達』は扇情的なものとは見なし難く、また、同性愛を有害なものとして取り扱うのは性的少数者の人格権を制限するものだと判断した。
日本では、2013年に劇場公開され、その後、『少年、少年に会う』、『愛は100℃』などもまとめて収録したDVDが『ただの友達?』のタイトルで発売された。

## あらすじ
ソク（석）は、軍隊に入っている（ゲイの）ボーイフレンドのミンス（민수）の面会に、チョコレートを作って出かける。 ふたりは会って話をするが、そこへミンスの母親が面会をやって来て3人で話すことになり、母親からお前たちはどういう関係かと尋ねられ、小学校の時の幼馴染に偶然再開したのだと紹介する。

## キャスト
- イ・ジェフン - イ・ソク（이석）
- ソ・ジフ（ヨン・ウジン） - カン・ミンス（강민수）
- イ・ソンジュ（이선주）- ミンスの母
- イ・チェウン（朝鮮語版） - チェウン（채은）
- ムン・ソングァン（문성권）
- コ・スヒ（朝鮮語版） - レストランの社長：友情出演